# 약천정
약천정(藥泉亭)은 대한민국 경상북도 영양군 수비면 발리리에 있는 조선 시대의 정자이다. 1985년 8월 5일 경상북도의 문화재자료 제78호로 지정되었다.

## 개요
약천(藥泉) 금희성이 조선 순조 4년(1824년)에 건립하고 광무 3년(1899년)에 중건되었다.
금희성은 정조 2년 영양군 수비면 발리에서 태어났으며 경학과 문장이 뛰어나 옥산서원에서 후학을 지도하였다.
정자는 정면 3칸, 측면 1칸 규모이며, 중간에는 마루를 두고 좌우칸은 온돌방이고 지붕은 홑처마에 팔작지붕이다. 초대 부통령 이시영의 친필로 된 ‘약천정’, ‘반곡정사’의 현판이 보관되어 있다.

## 같이 보기
- 옥산서원

## 참고 자료
- 약천정 - 국가유산청 국가유산포털